# Condado de Lincoln (Idaho)
El condado de Lincoln (en inglés: Lincoln County), fundado en 1895, es uno de los 44 condados del estado estadounidense de Idaho. En el año 2000 tenía una población de 4.044 habitantes con una densidad poblacional de 1,3 personas por km². La sede del condado es Shoshone.

## Geografía
Según la Oficina del Censo, el condado tiene un área total de 3123 km² (1205,8 mi²), de la cual 3122 km² (1205,4 mi²) es tierra y 1 km² (0,4 mi²) (0,03%) es agua.

### Condados adyacentes
- Condado de Camas - noroeste
- Condado de Blaine - norte
- Condado de Minidoka - este
- Condado de Jerome - sur
- Condado de Gooding - oeste

### Carreteras
- - US 26
- - US 93
- - SH-24
- - SH-75 - Sawtooth Scenic Byway

## Demografía
En el 2000 la renta per cápita promedia del condado era de $32 484, y el ingreso promedio para una familia era de $36 792. En 2000 los hombres tenían un ingreso per cápita de $26 576 versus $20 032 para las mujeres. El ingreso per cápita para el condado era de $14 257. Alrededor del 10,80% de la población estaba bajo el umbral de pobreza nacional.

## Comunidades

### Ciudades
- Dietrich
- Richfield
- Shoshone

### Comunidades no incorporadas
- Hidden Valley